# Mariama Owusu
Mary Okanson Owuoa encore connu sous le nom Mariama Owusu, est une juriste ghanéenne. Actuellement juge à la Cour d'appel, elle a été nommée juge à la Cour suprême en novembre 2019 et approuvée le 9 décembre 2019. Elle a prêté serment le 17 décembre 2019. Avant sa nomination, elle avait siégé à la magistrature pendant trente-huit ans.

## Biographie

### Enfance et formation
Mary Okanson Owusoa est née en 1954 à Beposo, dans la région Ashanti au Ghana. Elle a fait ses études secondaires à l'école secondaire T.I. Ahmadiyya de Kumasi (T.I. Amass), de la première à la sixième année.

### Carrière
Elle a commencé sa carrière en tant que magistrat de district de 1990 à 1992. Elle est devenue juge de tribunal de circuit en 1992 et a occupé cette fonction jusqu'en 2000, date à laquelle elle a été nommée juge de la Cour suprême. En 2003, elle a été nommée juge de supervision de la Cour suprême pour Sunyani jusqu'en 2005. Elle est restée juge à la Cour suprême jusqu'en 2006, date à laquelle elle a siégé à la Cour d'appel. Elle a été juge de la Cour d'appel jusqu'à sa nomination au poste de juge de la Cour suprême en novembre 2019. Mary Okanson Owusoa a prêté serment le 17 décembre 2019.
La juge Owuoa a été présidente de la section ghanéenne de l'Association internationale des femmes juges pendant quatre ans. Elle a également été membre du comité d'éthique du service judiciaire. De 2010 à 2014, elle a été membre du Performing Assets Committee, Judicial Service.
Elle fait partie du panel de sept membres qui entendra la pétition relative à l'élection de 2020 déposée par John Mahama contre la Commission électorale du Ghana et Nana Akufo-Add .